# St. Margareta (Irsingen)

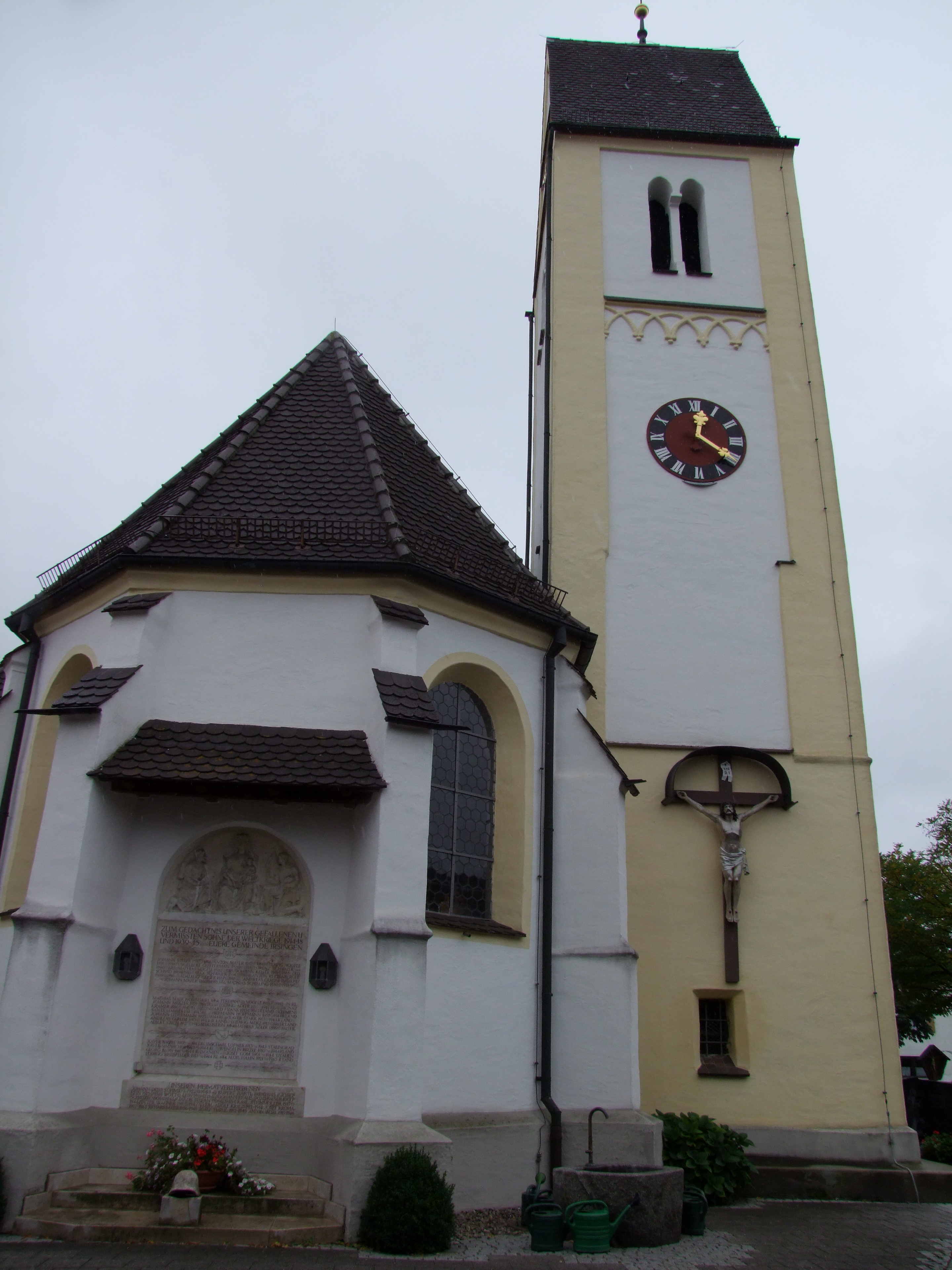
Kirche St. Margareta in Irsingen

St. Margareta ist eine katholische Pfarrkirche in Irsingen, einem Ortsteil der oberschwäbischen Marktgemeinde Türkheim.

## Lage
Die geostete Kirche liegt inmitten des Ortes an der Kreuzung der beiden Hauptstraßen Dorfstraße und Stockheimer Straße. Der alte Friedhof befindet sich im umfriedeten Teil des Kirchhofes, der neue Friedhof etwa 150 Meter südwestlich davon.

## Geschichte
Erstmals wurde der Ort im Jahre 1084 erwähnt. Es dürfte sich bereits damals eine Kirche dort befunden haben. Der Reichsministeriale Eberhard von Schönegg verkaufte das Patronatsrecht und seine Güter im Ort im Jahre 1283 dem Kloster Steingaden, in das Bischof Hartwig von Augsburg die Kirche ein Jahr später inkorporierte. Der Kern des heutigen Gebäudes dürfte aus dem 15. Jahrhundert stammen; es wurde in der Barockzeit umgestaltet. An der Chorbogen-Ostseite ist das Datum 1678 angebracht, das auf den Beginn der Barockisierung hinweisen könnte. Eine Restzahlung von 14 Gulden erhielt 168 ein Maler aus Oberdorf für größere Erneuerungsarbeiten, vor allem am Turm. Eine weitere Umgestaltung für 289 Gulden und 28 Kreuzer erfuhr die Kirche 1772. Dabei wurde eine neue Decke eingezogen, Franz Xaver Bernhard aus Eggenthal schuf die Fresken, die Altäre wurden ausgebessert. Am Chorbogen befand sich früher das Chronogramm „HeILIge MargarItha, erhaLte Vns getreVe, Vntergebene IrsInger In goettLICher gnaD“. Als die Decke im Jahre 1842 einstürzte, erhielt das Bauwerk einen neuen Dachstuhl. Ein neues Hochaltarbild wurde 1854 angeschafft. Im Jahre 1873 wurde die Kirche baulich instand gesetzt und innen völlig umgestaltet. Dabei wurden drei neue Altäre, eine Kanzel und andere Einrichtungsstücke des Schreiners Zick aus Pfaffenhausen nach einem Entwurf des Architekten Schröder aus München angeschafft. Eine neue Orgel des Orgelbauers Balthasar Pröbstle aus Füssen erhielt die Kirche 1881. Der Innenraum wurde 1902 neu ausgemalt. 1920 wurden neue Pfeifen in die Orgel eingesetzt. Durch eine tiefgreifende Restaurierung und mit einer neuen Ausstattung erhielt die Kirche im Jahre 1946 ein weitgehend modernes Gepräge. Außen wurde sie im Jahre 1956 restauriert. Gegenwärtig befindet sie sich in einem bedenklichen baulichen Zustand.

## Baubeschreibung

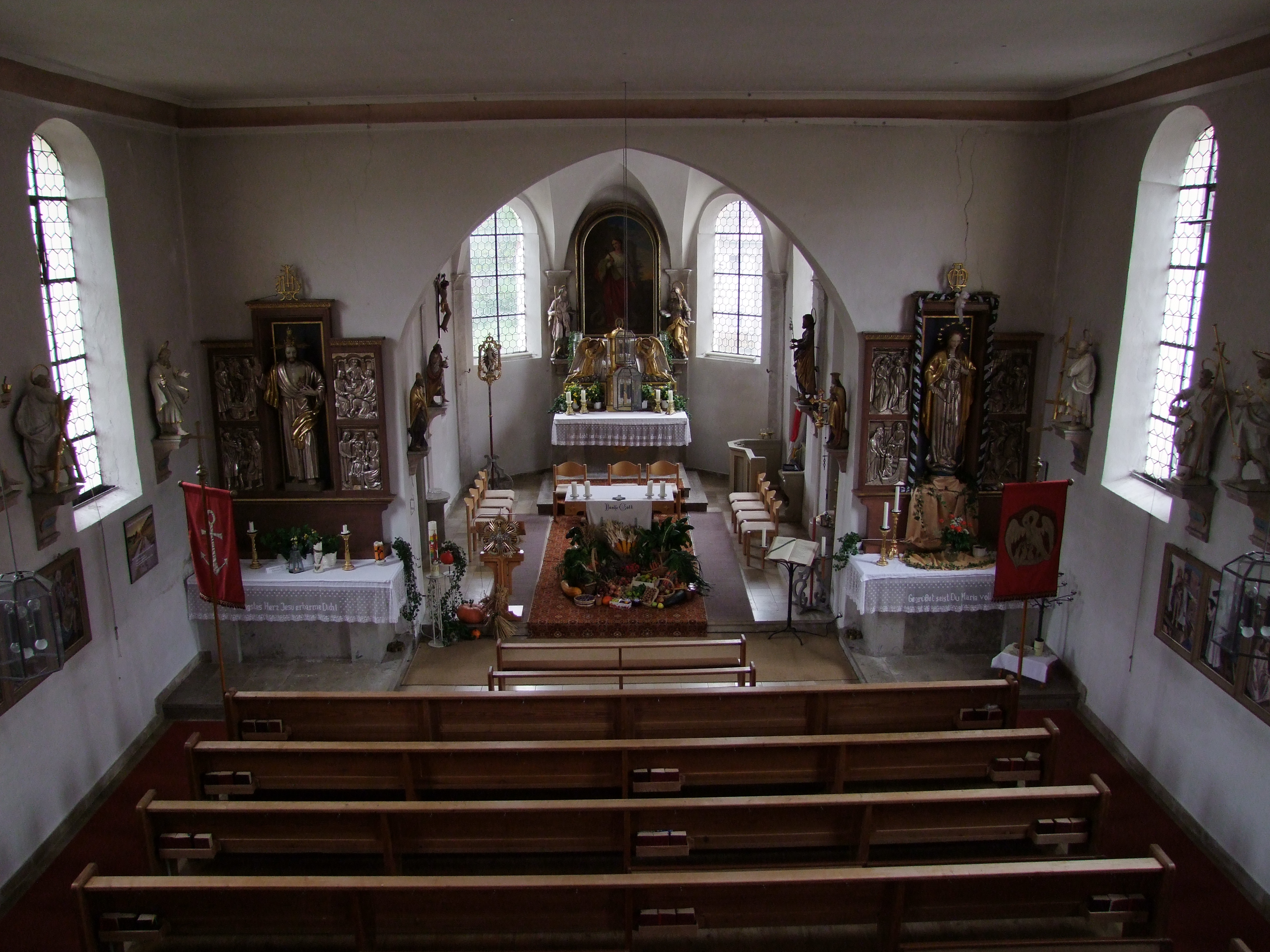
Blick in Richtung Chor

Die Kirche besteht aus dem eingezogenen Chor mit zwei Jochen und einem dreiseitigen Schluss mit einer spätgotischen Stichkappentonne und dem Langhaus. Die Wand ist durch toskanisierende Pilaster ohne Basen gegliedert. In den Schrägachsen und in der Ostachse der Südseite befinden sich rundbogige Fenster. In der Westachse der Südseite des Chors führt eine Rechtecktür zur Sakristei, darüber ist ein Fenster als Blende vermauert. Oben ist er von einem rechteckigen Oratoriumsfenster durchbrochen. Gegenüber der Sakristeitür befindet sich die Tür zum Turm. Eine rundbogige Sakramentsnische in der Ostachse der Nordwand ist mit einer durchbrochenen Eisentür aus dem 17. Jahrhundert verschlossen, die ein Herz Jesu, ein Kelch und ein Jesusmonogramm sowie arabeskenartiges Rankenwerk ziert. Der Chorbogen springt ein und ist spitzbogig geschlossen. An seiner Ostseite ist die Jahreszahl 1678 angebracht.
Das Langhaus ist ein Saal zu drei Achsen mit eingezogenen rundbogigen Fenstern und einer Flachdecke aus dem 18. Jahrhundert. Über den schrägen Profilen befindet sich eine gesäumte Voute. Die Rechtecktür am Westende der Südwand besitzt innen eine Stichbogenblende. Im Westen ist eine moderne, einstöckige Holzempore mit der Orgel eingebaut.
Am Choräußeren befinden sich Strebepfeiler mit zwei Wasserschlägen. Um die Strebepfeiler ist der Sockel herumgeführt, auf halber Höhe befindet sich ein Kaffgesims. Etwa einen Meter unter der Traufe sind die Wände abgetreppt. Unterhalb der Pultabdeckung sind sie gekehlt, ebenso wie das Traufgesims. Die Enden der Längswände des Langhauses tragen Lisenen und ein gekehltes Traufgesims, das auch die Westgiebelschrägen haben.
Der Turm im nördlichen Winkel von Chor und Langhaus hat einen quadratischen Grundriss. Das Erdgeschoss trägt ein flaches Tonnengewölbe mit tiefen Stichkappen im Osten und Westen, das fast wie ein Kreuzgewölbe aussieht. Der Unterteil des Turmes umfasst die ersten beiden Geschosse mit einer neueren Quaderung in Rauputz. Im Oberteil befinden sich Ecklisenen, unter dem obersten Geschoss bilden überschneidende Rundbögen ein Fries, das auf der Westseite fehlt. Das oberste Geschoss besitzt gekuppelte Spitzbogenarkaden, im Westen nur eine kleine Spitzbogenöffnung. An der Traufe und an den Giebelsohlen ist ein Bandgesims angebracht. Der Turm hat nach schwäbischer Tradition ein Satteldach. Die Giebel haben ein Quergesims mit einem runden Zifferblatt dazwischen. Ein weiteres Zifferblatt ist unter dem Rundbogenfries angebracht. Im unteren Teil hängt auf der Ostseite ein Kruzifix.
Die Sakristei im südlichen Winkel von Chor und Langhaus wurde wohl am Ende des 17. Jahrhunderts angebaut. Das zweigeschossige Gebäude mit einem Karniesgesims und mit einem Walmdach besitzt im Süden und Osten kleine Rechteckfenster und eine Tür rechts vom östlichen Fenster.
Das Vorzeichen an der Südseite stammt wohl aus derselben Bauphase wie die Sakristei. Es steht auf zwei Pfeilern und zwei Wandpfeilern mit Kämpfergesims. Im Osten ist es durch eine breite, im Süden durch eine schmale Stichbogenarkade geöffnet. Innen trägt es ein flaches Kreuzgratgewölbe. Die Westseite enthält eine verglaste, stichbogige Nische mit einem neugotischen Grabchristus auf Kniehöhe und darüber eine verglaste, stichbogige und quertonnengewölbte Ölbergnische. An deren Rückwand ist die Gefangennahme Christi, auf Holz gemalt, aus dem 18. Jahrhundert dargestellt. Das Vorzeichen und die Nischen besitzen profilierte Gesimse und Walmdächer.

## Ausstattung
Das Deckenfresko im Chor, 1958 von Paul Ferling aus Kaufbeuren gemalt, zeigt Jesus als Weltenrichter, umgeben von den Evangelistensymbolen. Die Emporengemälde, die bäuerliches Leben darstellen und die Inschrift „Ora et Labora“ tragen, sind ebenfalls von Paul Ferling. Die Chorstühle in den Nordwestecken des Chores stammen aus dem 18. Jahrhundert. Lediglich die Vorderbrüstung wurde erneuert. Ein Gemälde an der Westwand aus der zweiten Hälfte des 17. Jahrhunderts zeigt die Fußwaschung Jesu am Gründonnerstag. Die Prozessionsstange stammt aus der Mitte des 18. Jahrhunderts und ist mit einer gefassten Holzfigur des Auferstandenen in einem Gehäuse in Form eines Rocaillerahmens bestückt.

### Altäre

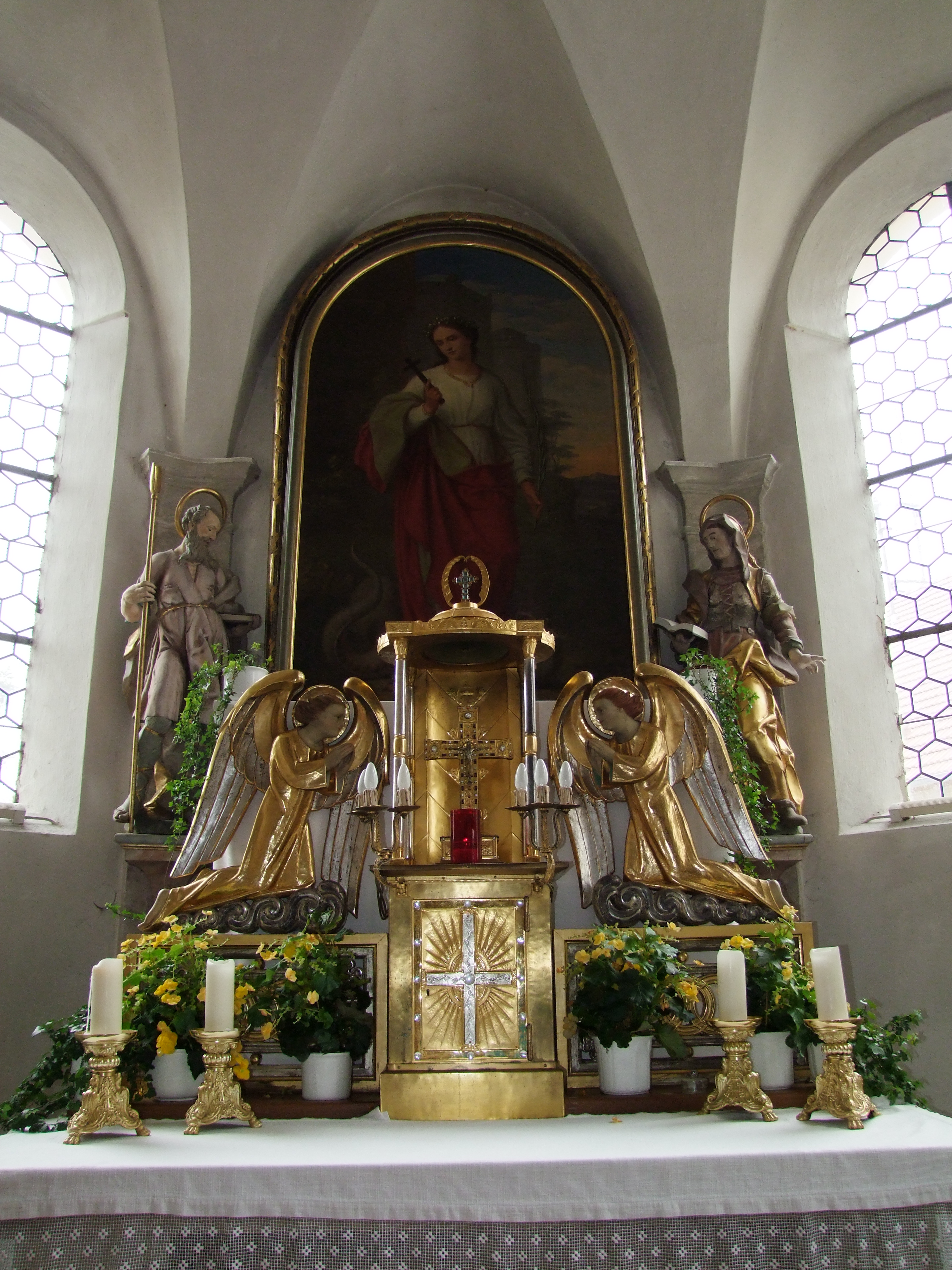
Hochaltar

Der Hochaltar ist einfach gestaltet. Der Stipes aus marmoriertem Holz trägt den Tabernakel aus vergoldetem Holz mit einem modernen Kruzifix in einer Nische mit zwei flankierenden Säulen. Daneben knien zwei Engel. Das Hochaltarbild der Kirchenpatronin, der heiligen Margareta, flankieren zwei Figuren.
Die flach aufgebauten Seitenaltäre haben je einen steinernen Stipes. Den nördlichen mit einer Herz-Jesu-Statue krönt das Jesusmonogramm „IHS“. Zwei flankierende Reliefs zeigen Szenen aus dem Leben Jesu. Der südliche Seitenaltar trägt in der Mitte eine moderne Immaculata mit Rosenkranz und Sternenkranz und wird bekrönt vom Marienmonogramm. Reliefs zeigen die Verkündigungsszene, die Geburt Jesu im Stall von Betlehem, den fünfjährigen Jesus im Tempel und die Flucht nach Ägypten.

### Orgel

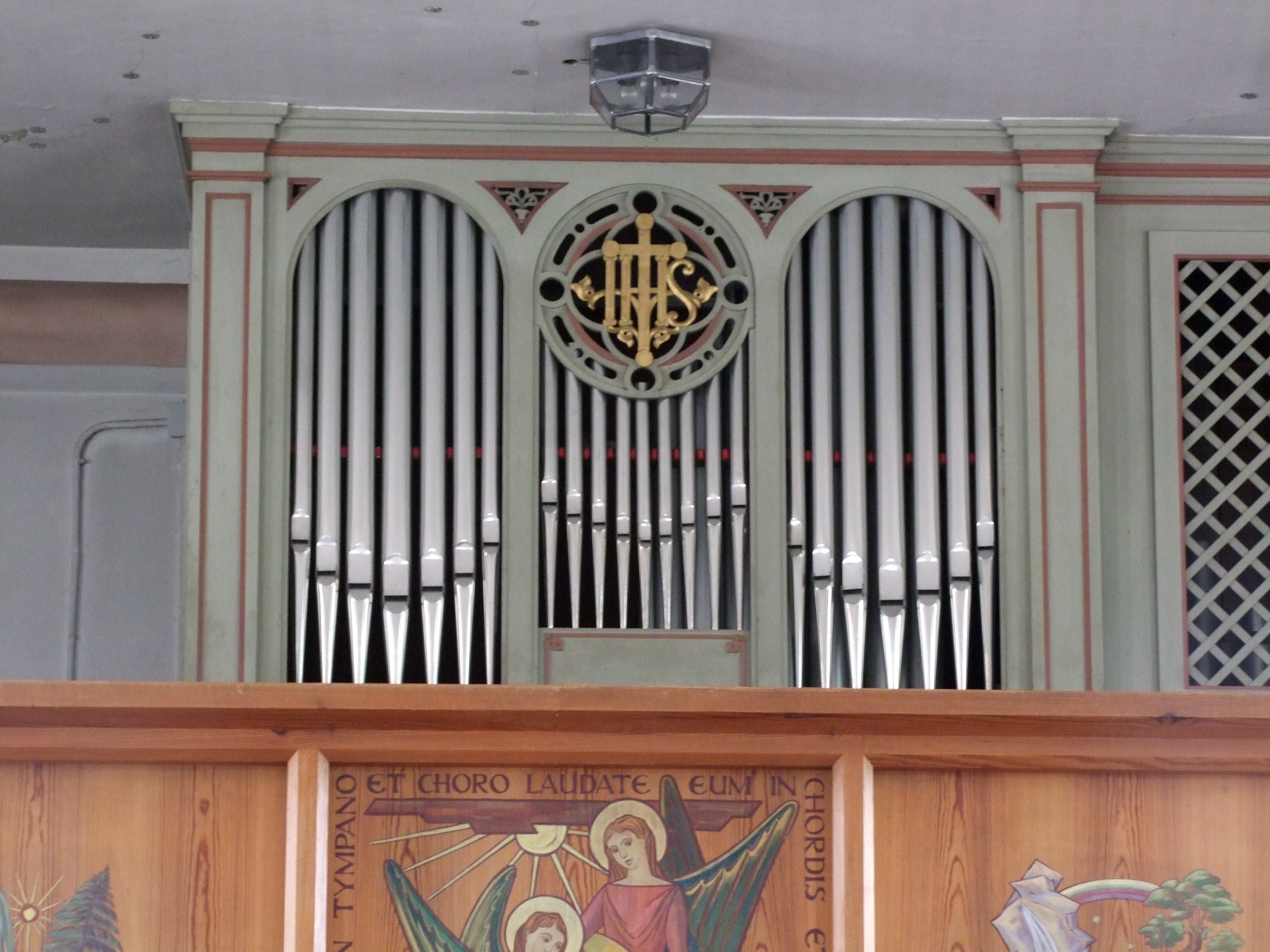
Orgel

Die einmanualige Vorgängerorgel vom Ende des 19. Jahrhunderts hatte acht Register und pneumatische Taschenladen. Nach dem Zweiten Weltkrieg waren die Holzpfeifen vom Holzwurm befallen, der Windbalg des Instruments war defekt. Orgelbau Zeilhuber schuf 1960 als Opus 93 ein neues Instrument, das über eine elektrische Kegellade angesteuert wird. Von der Vorgängerorgel wurden das Gehäuse und ein großer Teil des metallenen Pfeifenwerks übernommen. Der Prospekt wird von drei großen rundbogigen Pfeifenfeldern geprägt, deren mittlerer mit einer vergoldeten Rosette abgeschlossen ist. Das profilierte Gesims zwischen Eckpilastern reicht bis an die Kirchendecke. Aufgrund der Erweiterung wurde ein weiterer Teil des Pfeifenwerks rechts in einem Anbau untergebracht, der bis an die nördliche Wand reicht und dessen drei große rechteckige Schallöffnungen mit Gitterwerk verziert sind. Quer davor befindet sich der frei stehende Spieltisch. Die 17 Register verteilen sich auf zwei Manuale und das Pedal. Die Disposition lautet:
| I Manual C–g3 |            |       |
| 1.            | Spitzflöte | 8′    |
| 2.            | Gedeckt    | 8′    |
| 3.            | Prinzipal  | 4′    |
| 4.            | Nachthorn  | 4′    |
| 5.            | Quinte     | 2 ⁄3′ |
| 6.            | Waldflöte  | 2′    |
| 7.            | Mixtur     | 1 ⁄3′ |

| II Manual C–g3 |                 |       |
| 8.             | Singend Gedeckt | 8′    |
| 9.             | Salizional      | 8′    |
| 10.            | Rohrflöte       | 4′    |
| 11.            | Oktave          | 2′    |
| 12.            | Quinte          | 1 ⁄3′ |
| 13.            | Zimbel          | 2⁄3′  |

| Pedal C–f1 |               |     |
| 14.        | Subbass       | 16′ |
| 15.        | Zartbass      | 16′ |
| 16.        | Prinzipalbass | 8′  |
| 17.        | Pommer        | 4′  |

- Koppeln: II/I, I/P, II/P
- Spielhilfe: 1 feste Kombination (Crescendo/Tutti)